# Soldier (canção de Gavin DeGraw)
"Soldier" é um single promocional lançado do álbum Sweeter do cantor e compositor norte-americano. Foi lançado no iTunes em 6 de Setembro de 2011. A canção foi composta por Gavin de produzida por Butch Walker. Ela vem traçando no Top 15 da parada musical musical Holandesa, Dutch Top 40.

## Recepção da Critica
Melissa Maerz do Entertainment Weekly's chamou a canção de "Hino amoroso como um campo de batalha". Andy Baber do musicOMH escreveu uma resenha positiva para a canção, dizendo que a canção é "um número, com alma vibrante que realmente mostra a destreza dos vocais de Gavin, basta confiar em uma batida de palmas e piano sempre presente. É, não significa uma saída drástica, mas é uma prova de que ele se aproxima de seu som com mais pensamento do que nunca". Amy Sciarretto pensava que "os momentos mais picantes são compensadas por canções emocionalmente mais transparentes, como o uplifting Soldier", que transmitem vulnerabilidade ao mesmo tempo conseguindo sentir nitidamente o masculino.
Jody Rosa da revista Rolling Stone apontou que DeGraw é "uma excelente cantor, com uma pitada de areia em seu tenor que baladas dicas como soa em Soldier para a alma música da". Para Reuters a letra da música: "soa um pouco demais feitos sob medida para tuxes serenata e vestidos com suas promessas de proteção eterna".

## Paradas Musicais
| Parada musical                 | Melhor posição |
| ------------------------------ | -------------- |
| Países Baixos - (Dutch Top 40) | 13             |
| Países Baixos - (Mega Charts)  | 33             |